# 德魯季河

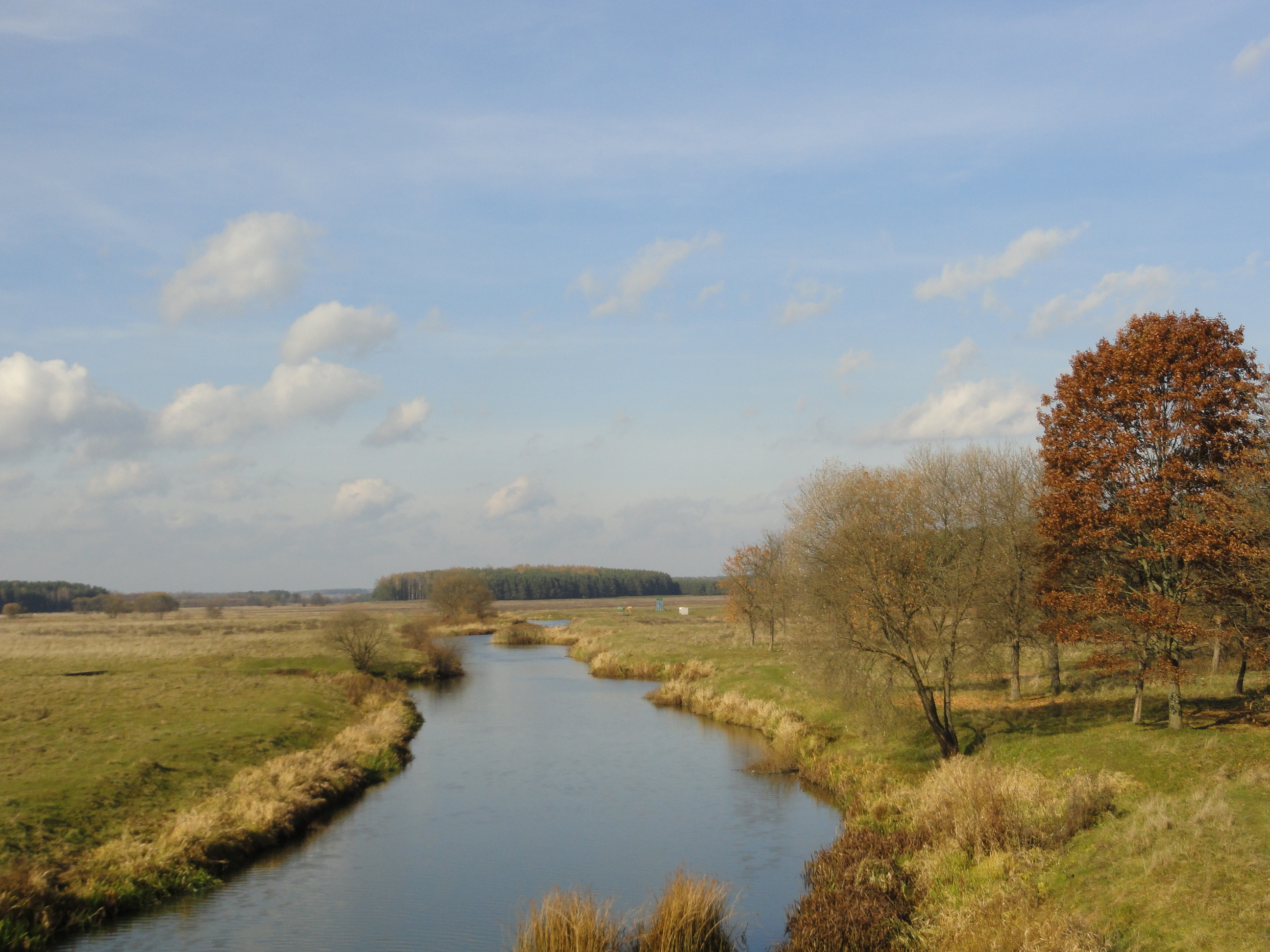
德魯季河

德魯季河（白俄羅斯語：Друць）是白俄羅斯的河流，屬於第聶伯河的右支流，河道全長295公里，流域面積5,020平方公里，流經維捷布斯克州、莫吉廖夫州和戈梅利州。

第聶伯河河盆